# Hagen Rether
Hagen Rether (Boekarest, 8 oktober 1969) is een Duitse cabaretier. Rether won in 2008 de Duitse kleinkunstprijs en komt geregeld op de Duitse televisie.